# Liste der Baudenkmale in Beckeln
In der Liste der Baudenkmale in Beckeln sind die Baudenkmale der niedersächsischen Gemeinde Beckeln und ihrer Ortsteile aufgelistet. Der Stand der Liste ist der 9. Juni 2022. Die Quelle der Baudenkmale ist der Denkmalatlas Niedersachsen.

## Allgemein
In den Spalten befinden sich folgende Informationen:
- Lage: die Adresse des Baudenkmales und die geographischen Koordinaten. Kartenansicht, um Koordinaten zu setzen. In der Kartenansicht sind Baudenkmale ohne Koordinaten mit einem roten Marker dargestellt und können in der Karte gesetzt werden. Baudenkmale ohne Bild sind mit einem blauen Marker gekennzeichnet, Baudenkmale mit Bild mit einem grünen Marker.
- Bezeichnung: Bezeichnung des Baudenkmales
- Beschreibung: die Beschreibung des Baudenkmales. Unter § 3 Abs. 2 NDSchG werden Einzeldenkmale und unter § 3 Abs. 3 NDSchG Gruppen baulicher Anlagen und deren Bestandteile ausgewiesen.
- ID: die Objekt-ID des Baudenkmales
- Bild: ein Bild des Baudenkmales, ggf. zusätzlich mit einem Link zu weiteren Fotos des Baudenkmals im Medienarchiv Wikimedia Commons. Wenn man auf das Kamerasymbol klickt, können Fotos zu Baudenkmalen aus dieser Liste hochgeladen werden:

## Beckeln

### Baudenkmale (Einzeln)
| Lage                                      | Bezeichnung | Beschreibung | ID       | Bild |
| ----------------------------------------- | ----------- | --- | -------- | ---- |
| Hauptstraße 12 52° 51′ 40″ N, 8° 35′ 6″ O | Backhaus    | Fachwerkhaus in Wandständerkonstruktion auf Backsteinsockel vom wohl späten 19. Jh., mit Steinausfachungen und Satteldach, Ofenanbau in Backstein | 35951991 | BW   |

## Groß Köhren

### Baudenkmale (Einzeln)
| Lage                                       | Bezeichnung              | Beschreibung | ID       | Bild |
| ------------------------------------------ | ------------------------ | --- | -------- | ---- |
| Ohe 9 52° 52′ 19″ N, 8° 33′ 50″ O          | Speicher                 | | 35951888 | BW   |
| Ortbrock 8 52° 52′ 21″ N, 8° 34′ 17″ O     | Speicher                 | 2-schoss. Fachwerkhaus von wohl um 1800 bis 1820, teilweise mit Steinausfachungen und Satteldach sowie 2 Ladeluken am Giebel                                                                                     | 35951865 | BW   |
| Groß Köhren 22 52° 52′ 43″ N, 8° 35′ 36″ O | Wohn-/Wirtschaftsgebäude | Das Wohn- und Wirtschaftsgebäude Groß Köhren 22 ist ein Zweiständerhallenhaus aus der Zeit um 1850 in Fachwerk mit Steinausfachungen sowie reetgedecktem Krüppelwalmdach, rechts am Wirtschaftsgiebel Stallanbau | 35951840 | BW   |
| Groß Köhren 1 52° 52′ 55″ N, 8° 34′ 59″ O  | Speicher                 | Fachwerkhaus vom 19. Jh. auf dem Hof Nienaber mit Steinausfachungen und Satteldach, heute Wohnhaus | 35952194 | BW   |
| Groß Köhren 27 52° 53′ 5″ N, 8° 35′ 5″ O   | Wohn-/Wirtschaftsgebäude | verputzte T-förmige Gebäude von 1908 bestehend aus dem Wohn- und langgestrecktem Wirtschaftstrakt | 35952012 | BW   |

## Klein Köhren

### Gruppe: Hofanlage Holzhausen 2A
Baudenkmal (Gruppe):

| Lage                                    | Bezeichnung             | Beschreibung | ID       | Bild |
| --------------------------------------- | ----------------------- | ------------ | -------- | ---- |
| Holzhausen 2A 52° 53′ 7″ N, 8° 37′ 8″ O | Hofanlage Holzhausen 2A |              | 35949915 | BW   |

Baudenkmale (Einzeln):

| Lage                                     | Bezeichnung              | Beschreibung                                                                            | ID       | Bild |
| ---------------------------------------- | ------------------------ | --------------------------------------------------------------------------------------- | -------- | ---- |
| Holzhausen 2A 52° 53′ 8″ N, 8° 37′ 8″ O  | Wohn-/Wirtschaftsgebäude | Zweiständerhallenhaus von 1797 in Fachwerk mit Steinausfachungen, als Niedersachsenhaus | 35951713 | BW   |
| Holzhausen 2A 52° 53′ 7″ N, 8° 37′ 8″ O  | Scheune                  | Fachwerkhaus mit Steinausfachungen aus der ersten Hälfte des 19. Jahrhunderts           | 35951739 | BW   |
| Holzhausen 2A 52° 53′ 7″ N, 8° 37′ 10″ O | Schuppen                 | Fachwerkhaus                                                                            | 35951765 | BW   |

### Gruppe: Hofanlage Holzhausen 4A
Baudenkmal (Gruppe):

| Lage                                    | Bezeichnung             | Beschreibung | ID       | Bild |
| --------------------------------------- | ----------------------- | ------------ | -------- | ---- |
| Holzhausen 4A 52° 53′ 9″ N, 8° 37′ 2″ O | Hofanlage Holzhausen 4A |              | 35951449 | BW   |

Baudenkmale (Einzeln):

| Lage                                     | Bezeichnung              | Beschreibung                                                                                                 | ID       | Bild |
| ---------------------------------------- | ------------------------ | --- | -------- | ---- |
| Holzhausen 4A 52° 53′ 10″ N, 8° 37′ 3″ O | Wohn-/Wirtschaftsgebäude | Zweiständerhallenhaus von 1851 in Fachwerk mit Steinausfachungen, mit Krüppelwalmdach darüber ein Satteldach | 35952036 | BW   |
| Holzhausen 4A 52° 53′ 9″ N, 8° 37′ 3″ O  | Scheune                  | Scheune von wohl um 1890 in Fachwerk mit Steinausfachungen und mit Satteldach                                | 35952081 | BW   |
| Holzhausen 4A 52° 53′ 10″ N, 8° 37′ 2″ O | Remise                   | | 35952138 | BW   |

### Baudenkmale (Einzeln)
| Lage                                    | Bezeichnung | Beschreibung | ID       | Bild |
| --------------------------------------- | ----------- | --- | -------- | ---- |
| Holzhausen 1 52° 53′ 6″ N, 8° 37′ 18″ O | Scheune     | Nordöstlich des Hofes auf der anderen Seite des Purrmühlenbachs, Fachwerkhaus aus dem frühen 19. Jh. in Wandständerkonstruktion auf Feldsteinsockel mit Reisigausfachungen mit Satteldach, Giebel verbohlt | 35951816 | BW   |